# Peyton List
Peyton Roi List (n. 6 aprilie 1998, Florida, SUA) este o actriță și model american. Peyton este cunoscută pentru rolul ei din serialul Jessie de la Disney Channel și pentru rolul din Jurnalul unui puști. În 2015 ea a jucat rolul Emmei Ross în serialul Tabăra cu peripeții de la Disney Channel, iar în 2016 a avut un rol principal în filmul original Disney Channel - Schimbul.

## Filmografie
| An   | Titlu                               | Rol                   |
| ---- | ----------------------------------- | --------------------- |
| 2004 | Spider-Man 2                        | Fata mică             |
| 2008 | 27 Dresses                          | Tânăra Jane Nichols   |
| 2009 | Confessions of a Shopaholic         | Shoestore girl #2     |
| 2010 | 3 Backyards                         | Emily                 |
| 2010 | Remember Me                         | Samantha              |
| 2010 | The Sorcerer's Apprentice           | Tânăra Becky          |
| 2010 | Bereavement                         | Wendy Miller          |
| 2011 | Diary of a Wimpy Kid: Rodrick Rules | Holly Hills           |
| 2011 | Something Borrowed                  | Tânăra Darcy Rhone    |
| 2012 | The Trouble with Cali               | Tânăra Cali Bluejones |
| 2012 | Diary of a Wimpy Kid: Dog Days      | Holly Hills           |
| 2014 | The Seventh Dwarf                   | Prințesa Rose         |
| 2016 | The Thinning                        | Laina Michaels        |
| 2017 | The Outcasts                        | Mackenzie             |
| 2018 | The Thinning: New World Order       | Laina Michaels        |

| An        | Titlu                             | Rol                  |
| --------- | --------------------------------- | -------------------- |
| 2002      | As the World Turns                | Fata mică            |
| 2004      | All My Children                   | Bess                 |
| 2005      | Late Show with David Letterman    | Turistul tânăr       |
| 2007      | Saturday Night Live               | Fata mică            |
| 2008      | Cashmere Mafia                    | Sasha Burden         |
| 2008      | Wonder Pets                       | Piglet #1 / chick #1 |
| 2008      | Late Show with David Letterman    | Von Trapp kid        |
| 2009      | Gossip Girl                       | Fata mică            |
| 2010      | Secrets in the Walls              | Molly Easton         |
| 2011      | Law & Order: Special Victims Unit | Young Larissa Welsh  |
| 2011–2015 | Jessie                            | Emma Ross            |
| 2012      | The Dog Who Saved the Holidays    | Eve                  |
| 2012      | Austin & Ally                     | Emma Ross            |
| 2013      | A Sister's Nightmare              | Emily Ryder          |
| 2013–2014 | Pass the Plate                    | Herself              |
| 2014      | I Didn't Do It                    | Sherri               |
| 2014      | Ultimate Spider-Man               | Emma Ross            |
| 2015–2018 | Bunk'd                            | Emma Ross            |
| 2015      | K.C. Undercover                   | Emma                 |
| 2016      | The Swap                          | Ellie O'Brien        |
| 2018      | Happy Together                    | Sierra               |
| 2018      | Light as a Feather                | Olivia Richmond      |
| 2019      | Cobra Kai                         | Tory                 |

| Year | Title      | Artist                    |
| ---- | ---------- | ------------------------- |
| 2018 | "Only You" | Cheat Codes și Little Mix |